# Fassa Bortolo (ciclisme)
El Fassa Bortolo va ser un equip ciclista italià en actiu del 2000 al 2005. Es va convertir en un dels vint equips originals de l'UCI ProTour.

## Història
Giancarlo Ferretti, antic mànager de formacions com el MG Maglificio o l'Ariostea (equip ciclista), va crear l'equip amb el patrocini de l'empresa Fassa Bortolo.
L'equip va tenir ciclistes com Alessandro Petacchi, Ivan Basso, Dario Frigo, Fabian Cancellara o Kim Kirchen.
La formació va desaparèixer el 2005.

## Principals resultats

### Clàssiques
- Volta a Llombardia: 2000 (Raimondas Rumšas), 2002 i 2003 (Michele Bartoli)
- Amstel Gold Race: 2002 (Michele Bartoli)
- Milà-Torí: 2002 (Michele Bartoli), 2005 (Fabio Sacchi)
- Campionat de Zuric: 2004 (Joan Antoni Flecha)
- Milà-Sanremo: 2005 (Alessandro Petacchi)

### Curses per etapes
- Volta al País Basc: 2001 (Raimondas Rumšas)
- Tour de Romandia: 2001 (Dario Frigo)
- París-Niça: 2001 (Dario Frigo)
- Volta a Polònia: 2005 (Kim Kirchen)

### A les grans voltes
- Giro d'Itàlia
  - 6 participacions (2000, 2001, 2002, 2003, 2004, 2005)
  - 24 victòries d'etapa:
    - 1 el 2000: Dmitri Kónixev
    - 2 el 2001: Dario Frigo, Matteo Tosatto
    - 8 el 2003: Alessandro Petacchi (6), Dario Frigo, Aitor González
    - 9 el 2004: Alessandro Petacchi (9)
    - 4 el 2005: Alessandro Petacchi (4)

  - 3 classificacions secundàries:
    -  Classificació per punts: Dmitri Kónixev (2000), Alessandro Petacchi (2004)
    -  Premi a la Combativitat: Raimondas Rumšas (2000)
- Tour de França
  - 5 participació (2001, 2002, 2003, 2004, 2005)
  - 9 victòries d'etapa:
    - 1 el 2001: Serguei Ivanov
    - 4 el 2003: Alessandro Petacchi (4)
    - 3 el 2004: Fabian Cancellara, Filippo Pozzato, Aitor González
    - 1 el 2005: Lorenzo Bernucci

  - 1 classificacions secundàries:
    -  Classificació dels joves: Ivan Basso (2002)
- Volta a Espanya
  - 5 participació (2000, 2002, 2003, 2004, 2005)
  - 17 victòries d'etapa:
    - 2 el 2000: Alessandro Petacchi (2)
    - 1 el 2002: Alessandro Petacchi
    - 5 el 2003: Alessandro Petacchi (5)
    - 4 el 2004: Alessandro Petacchi (4)
    - 5 el 2005: Alessandro Petacchi (5)

  - 1 classificacions secundàries:
    -  Classificació per punts: Alessandro Petacchi (2005)

### Campionats nacionals
- Campionat d'Itàlia en contrarellotge (2): 2001 (Andrea Peron), 2004 (Dario Cioni)
- Campionat de Lituània en ruta (1): 2001 (Raimondas Rumšas)
- Campionat de Rússia en ruta (1): 2001 (Dmitri Kónixev)
- Campionat d'Ucraïna en contrarellotge (1): 2002 (Serhí Hontxar)
- Campionat d'Eslovènia en ruta (1): 2003 (Tadej Valjavec)
- Campionat de Luxemburg en ruta (1): 2004 (Kim Kirchen)
- Campionat de Suïssa en contrarellotge (2): 2004, 2005 (Fabian Cancellara)

## Classificacions UCI
Fins al 1998 els equips ciclistes es trobaven classificats dins l'UCI en una única categoria. El 1999 la classificació UCI per equips es dividí entre GSI, GSII i GSIII. D'acord amb aquesta classificació els Grups Esportius I són la primera categoria dels equips ciclistes professionals. L'equip Fassa Bortolo serà considerat GSI durant tot el període. La següent classificació estableix la posició de l'equip en finalitzar la temporada.
| Temporada | Classificació per equips | Millor ciclista en la classificació individual |
| --------- | ------------------------ | ---------------------------------------------- |
| 2000      | 3r                       | Wladimir Belli (13è)                           |
| 2001      | 1r                       | Francesco Casagrande (10è)                     |
| 2002      | 2n                       | Francesco Casagrande (8è)                      |
| 2003      | 1r                       | Alessandro Petacchi (3r)                       |
| 2004      | 9è                       | Alessandro Petacchi (9è)                       |

### UCI ProTour
A partir del 2005, l'equip forma part dels 20 equips ProTour. La taula presenta la classificació de l'equip al circuit, així com el millor ciclista individual.
| Temporada | Classificació per equips | Millor ciclista en la classificació individual |
| --------- | ------------------------ | ---------------------------------------------- |
| 2005      | 13è                      | Alessandro Petacchi (11è)                      |